# Grace and Gratitude
Grace and Gratitude è il ventiduesimo album in studio della cantante australiana Olivia Newton-John, pubblicato nel 2006.

## Tracce
1. Shekhinah (interlude) – 2:59
2. Pearls on a Chain – 3:53
3. Yesod (interlude) – 1:49
4. To Be Wanted – 4:14
5. Hod (interlude) – 1:38
6. Learn to Love Yourself – 4:21
7. Nezah (interlude) – 1:07
8. Grace and Gratitude – 3:23
9. Tiferet (interlude) – 1:28
10. Love is Letting Go of Fear – 4:11
11. Hesed-Gevurah (interlude) – 1:28
12. Gaté Gaté – 4:04
13. Tala'al Badru 'Alayna (interlude) – 1:15
14. Let Go Let God – 5:05
15. Binah (interlude) – 0:45
16. I Will Lift Up My Eyes – 5:08
17. Hochmah (interlude) – 2:12
18. The Power of Now – 4:44
19. Keter (interlude) – 2:36
20. Instrument of Peace – 4:12

Tracce bonus Edizione "Pink"
1. Magic (New version) – 4:23
2. Physical (New version) – 4:15